# Poprawność polityczna
Poprawność polityczna (ang. political correctness) – sposób używania języka w dyskursie publicznym, którego deklarowanym celem jest wyrażanie szacunku dla różnych grup społecznych (w tym szczególnie mniejszościowych m.in. pod względem rasy, płci, kultury, czy orientacji seksualnej) oraz dyskryminowanych. Współczesne znaczenie tego terminu zostało ukształtowane przez debatę pomiędzy konserwatystami (np. Allan Bloom, Dinesh D’Souza) a przedstawicielami nowej lewicy w USA w latach 80. XX wieku.
W Wielkiej Brytanii i USA termin na ogół funkcjonuje jako określenie o negatywnych konotacjach. Od lat 90. XX wieku stosowany jest przez osoby o prawicowych poglądach, jako rodzaj krytyki działań mających na celu walkę z seksizmem, rasizmem, antysemityzmem, homofobią. Termin przyjął się jako internacjonalizm o zasięgu ogólnoeuropejskim.

## Koncepcja znaczenia
Poprawność polityczna ma na celu unikanie zwrotów, które mogą być uznawane za obraźliwe lub nacechowane negatywnie. Poprawność polityczna obejmuje samoograniczanie w posługiwaniu się symbolami i określeniami, które mogą wykluczać, marginalizować lub obrażać dyskryminowane grupy społeczne. Z perspektywy lingwistycznej działania te można uznać za formę preskryptywizmu, gdyż ich celem jest wywarcie pewnego wpływu na zachowania językowe (w tym przypadku nie chodzi jednak o normy poprawności językowej). Celem stosowania poprawności politycznej może być obniżenie poziomu antyspołecznych uprzedzeń i dyskryminacji danych grup społecznych. Używanie zwrotów bardziej neutralnych bywa także motywowane chęcią uniknięcia protekcjonalności i respektowania godności osób, do których odnoszą się pejoratywne określenia. Elementem poprawności politycznej może być wprowadzanie feminatywów, czyli żeńskich form nazw zawodów i funkcji .
Poprawność polityczna opiera się na zaczerpniętym m.in. od B.L. Whorfa założeniu, że język wpływa na rzeczywistość, a stosowanie obraźliwego i atakującego języka przyczynia się do zwiększenia poziomu uprzedzeń i wpływa na postawy wobec dyskryminowanych grup.

## Przykłady
Odchodzenie w polskiej przestrzeni publicznej od użycia określenia „Murzyn” to przykład poprawności politycznej. Wyraz ten historycznie był używany jako neutralne określenie dla osób czarnoskórych (w przeciwieństwie do słowa „czarnuch” – ang. nigger – które oznaczone było jako „pogardliwe”), jednak obecnie to słowo pejoratywne według części użytkowników języka polskiego, w tym w szczególności osób czarnych, m.in. ze względu na związaną z nim frazeologię. Polski poseł Killion Munyama zapytany, czy uważa słowo „Murzyn” za obraźliwe, odpowiedział twierdząco, dodając, że „murzyn kojarzy się ze złymi powiedzeniami typu »sto lat za murzynami« i jest obraźliwym określeniem”. Bianka Nwolisa, która zasłynęła na warszawskiej manifestacji transparentem Stop calling me Murzyn („Przestań nazywać mnie Murzynem”), pojawiła się na okładce „Vogue” jako znak nadziei i walki z dyskryminacją. Pięć „Afropolek” zainicjowało akcję #DontCallMeMurzyn, w której stwierdziły, że określenie to „kojarzy się im z upokorzeniem, bólem czy strachem”.
W połowie 2020 Słownik Języka Polskiego PWN uznawał słowo „Murzyn” za neutralne i nie było ono opatrzone żadnymi kwalifikatorami czy notami o użyciu. Później Słownik Języka Polskiego PWN podał, że współcześnie wyraz ten jest uznawany za obraźliwy. Starsze słowniki często nie zawierają informacji o negatywnych skojarzeniach związanych z tym słowem.
Logo drużyny Cleveland Indians zwane „Chief Wahoo” (Wódz Wahoo) było uważane za niepoprawne politycznie przez wiele osób, szczególnie przez rdzennych Amerykanów. W 1973 logo zostało przerysowane tak, by było bardziej poprawne politycznie, ale także poprawiona wersja wzbudza kontrowersje.

## Krytyka koncepcji poprawności politycznej
Niektóre osoby, szczególnie o poglądach konserwatywnych, porównują poprawność polityczną do nowomowy. Spotyka się ona z negatywnym odbiorem tych środowisk przez postrzeganie jej jako zakazu krytyki określonych grup, wynikający z ich pochodzenia, historii, kultury lub zachowania. Poprawność polityczna przez krytyków bywa określana mianem cenzury lub neocenzury. Krytycy poprawności politycznej wskazują też na fakt, że może mieć ona efekt mrożący i zniechęcający do słusznej krytyki osoby z grup mniejszościowych z obawy o bycie oskarżonym o dyskryminację.
Niektórzy językoznawcy zwracają uwagę na fakt, że zastępowanie słów tradycyjnych określeniami bardziej poprawnymi politycznie może prowadzić do trudności w rozumieniu tekstów, a określenia takie nie mają w języku polskim żadnych skojarzeń negatywnych. Jerzy Bralczyk uważa, że nie należy usuwać z języka tradycyjnych słów na określenie narodowości, ale używać ich w pozytywnym kontekście.